# Explosion de vapeur d'eau
 (mars 2011).
Si vous disposez d'ouvrages ou d'articles de référence ou si vous connaissez des sites web de qualité traitant du thème abordé ici, merci de compléter l'article en donnant les références utiles à sa vérifiabilité et en les liant à la section « Notes et références ».

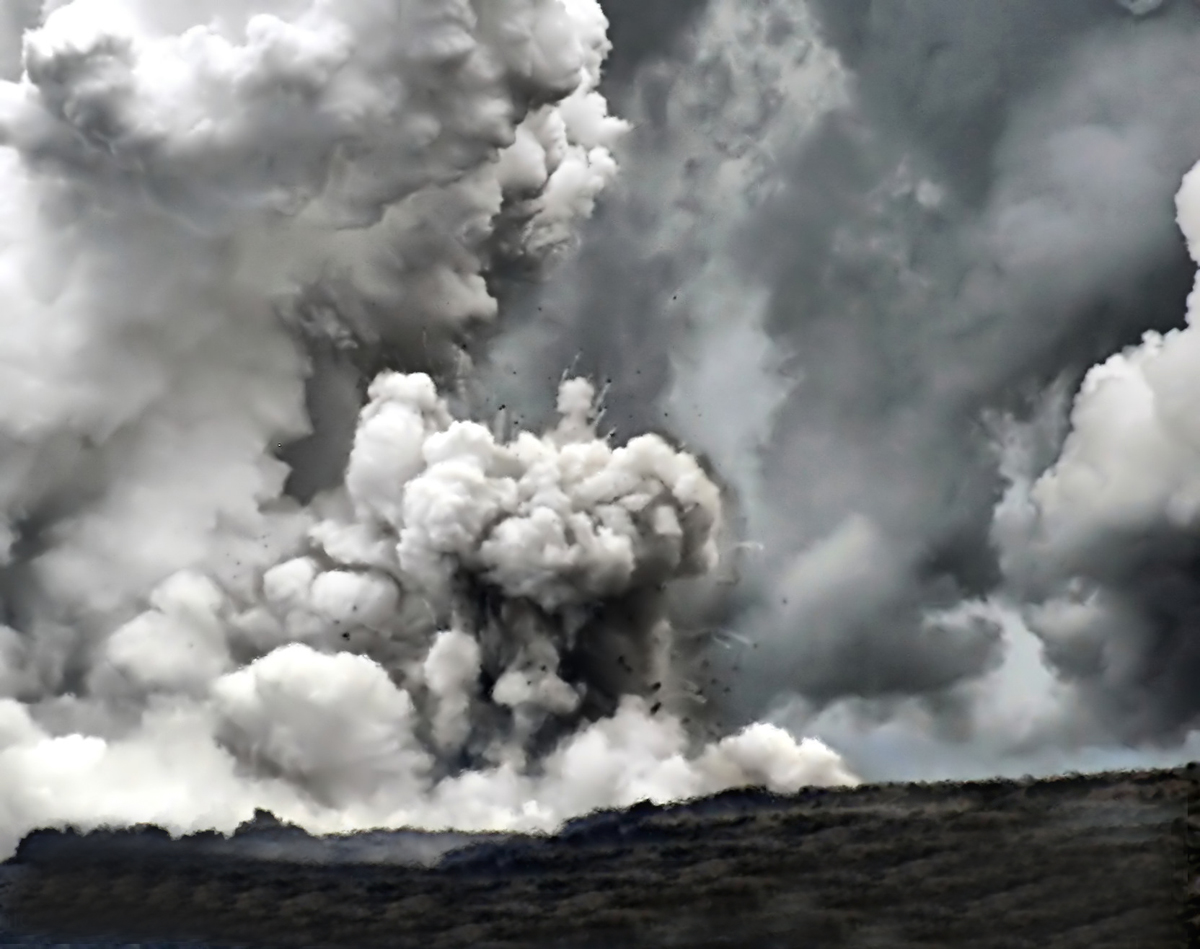
Explosion de vapeur à Waikupanaha sur la grande île d'Hawaï, causée par l'entrée de la lave dans l'océan.

Une explosion de vapeur est une explosion provoquée par l'ébullition violente d'un liquide volatil lorsqu'il entre en contact avec un élément dont la température est très supérieure à sa température d'ébullition. Ce phénomène se produit par exemple lorsque de l'eau est jetée sur de l'huile brûlante.
L'eau peut aussi être surchauffée, ou rapidement chauffée par de fins débris chauds produits en son sein[C'est-à-dire ?], ou encore chauffée par contact avec des métaux fondus (comme lors de l'interaction du combustible radioactif avec le liquide de refroidissement ou les barres de combustible fondues avec l'eau dans le cœur d'un réacteur nucléaire après une fusion du cœur[à recycler]). Les appareils sous pression, tels que les réacteurs nucléaires à eau pressurisée, qui fonctionnent au-dessus de la pression atmosphérique, peuvent également créer les conditions d'une explosion de vapeur. L'explosion de vapeur augmente brusquement de volume, ce qui la projette en toutes directions (si elles ne sont pas confinées, par exemple par les parois d'un récipient), ainsi que le milieu chaud qui l'a chauffée, créant un risque de brûlure[réf. souhaitée].
Le phénomène d'explosion de vapeur est ainsi redouté dans les fonderies et les centrales nucléaires. 
Selon la rapidité du phénomène, on distingue les interactions combustible-réfrigérant (ICR, en anglais : Fuel-Coolant Interaction) des explosions. À l'échelle humaine, cela peut ne pas faire grande différence puisqu'une interaction très faible suffit largement pour tuer quelqu'un. En effet, dans les fonderies, on rapporte dans le monde quelques dizaines d'accidents par an, surtout dans l'industrie de l'aluminium. De la même manière, des interactions sont rencontrées en volcanologie et sont à l'origine de certaines des éruptions volcaniques. 

## Phénomène physique
Les explosions de vapeur ne sont normalement pas des explosions chimiques, bien que certaines substances réagissent chimiquement avec la vapeur (par exemple, le zirconium et le graphite surchauffé réagissent avec la vapeur et l'air, respectivement, pour dégager de l'hydrogène, qui brûle violemment dans l'air), de sorte que des explosions chimiques et des incendies peuvent s'ensuivre. Certaines explosions de vapeur sont causées par la vapeur en expansion de liquide en ébullition[pertinence contestée] et reposent sur la libération de la surchauffe stockée[Comment ?]. De nombreux événements à grande échelle, y compris les accidents de fonderie, montrent qu'un front d'énergie se propage à travers le matériau où les forces de propagation créent des fragments et mélangent la phase chaude à la phase volatile froide, entraînant un transfert rapide de chaleur et entretenant la propagation[réf. nécessaire]. 
Le liquide volatil se vaporise au contact du liquide chaud. Il suffit alors qu'une petite perturbation intervienne dans le mélange des deux liquides pour qu'au moins l'un des deux se fragmente finement (quelques dizaines de microns), augmentant la surface d'échange entre les deux liquides et par suite le taux de vaporisation.Dans le cas de l’interaction d'un corium avec de l'eau de refroidissement, l'apparition d’instabilités de Rayleigh-Taylor a l'interface film-réfrigérant entraîne la mise en contact direct du corps chaud et du réfrigérant. En pratique, les explosions ont lieu dans le cas où le fluide chaud est dispersé dans le fluide froid. Dans ce cas, le phénomène se propage à la vitesse du son, en quelques millisecondes. La situation inverse où le fluide froid est dispersé dans le fluide chaud mène à une interaction potentiellement dangereuse, mais sans le même caractère explosif. Les situations où les deux fluides sont stratifiés et donc non dispersés peuvent également mener à des explosions, mais d'ampleur nettement moins forte. Expérimentalement, les situations stratifiées ont mené à des intensités d'explosion de quelques dizaines de bars au maximum (sur des échelles cependant très réduites), alors que des pressurisations de l'ordre de 1 000 bars ont été enregistrées dans les expériences KROTOS menées au centre JRC d'ISPRA.
Si la fragmentation du fluide chaud est plus rapide que le relâchement de la pression (à travers un déplacement des fluides), la vaporisation du fluide volatil induit une compression locale des fluides. Cette compression locale participe à une montée en pression globale. Dans sa phase ultime, le phénomène s'apparente à une détonation chimique ainsi que l'ont démontré Board et Hall. Le front de détonation (onde de choc de quelques centaines de bars) pulvérise le combustible chaud, cette fragmentation contribuant elle-même à l'onde de choc. La surpressurisation est ensuite suivie d'une importante détente engendrant une très grande vaporisation au cours de laquelle l'énergie interne se transforme en travail. C'est en général cette phase de détente qui est la plus destructrice pour les structures.

## Modélisation
En pratique cependant, l'extension des théories classiques de détonation ne peut se faire qu'au prix d'approximations non physiques (instantanéité des phénomènes de fragmentation et / ou de transfert thermiques) et ne permettent pas d'évaluations réalistes du phénomène. On utilise également souvent des modèles simples thermodynamiques (Hicks et Menzies, Hall). Ceux-ci sont également en pratique largement insuffisants. En effet, l'intensité du phénomène dépend de multiples paramètres et surtout de la configuration du mélange au moment de l'initiation de l'explosion. Le taux de vapeur présent dans le mélange est en particulier très déterminant. Des processus chimiques tels de l'oxydation peuvent également augmenter considérablement l'énergie mécanique délivrée par l'explosion. C'est le cas en particulier en présence de métaux tels que l'aluminium ou le zirconium dont l'oxydation est très exothermique.
Ainsi, actuellement, ce phénomène est modélisé via des logiciels de simulation numérique multiphasique, multidimensionnelle. Ces outils sont principalement utilisés dans l'industrie nucléaire. En France, le seul logiciel de ce type existant est le code MC3D, issu d'une collaboration entre le CEA et l'Institut de radioprotection et de sûreté nucléaire (IRSN) (pour faire simple). Ces outils mettent en œuvre une modélisation très complexe devant gérer des conditions physiques très particulières (des milliers de degrés, des centaines de bars) avec des phénomènes multiples et très complexes. Le point le plus critique actuellement est sans doute la modélisation de la phase initiale de mélange entre les fluides. Ainsi, aussi sophistiqués que soient ces outils, il existe de nombreuses zones d'incertitudes tant en ce qui concerne la physique elle-même que la modélisation (la description numérique de la physique).

## Risques industriels

### Centrales nucléaires
En matière de sûreté nucléaire, c'est l'un des phénomènes les plus redoutés et des plus difficiles à évaluer. Il est étudié dans la plupart des pays nucléarisés, avec des aides de la Commission européenne en Europe.
Il a fait l'objet du projet SERENA (pour « Steam Explosion Resolution for Nuclear Applications ») de l'OCDE et de l’Agence pour l'énergie nucléaire, consacré à l'« étude des interactions combustible-réfrigérant et des effets d'une explosion de vapeur dans un réacteur nucléaire à eau ». Ce projet vise, au moyen de tests et d'une instrumentation de pointe à évaluer la validité des modèles informatiques à correctement prédire les risques de ces phénomènes. L'une des premières et principales conclusions de SERENA est que le risque de menace de l'intégrité de l'enceinte est nul si ce type d'explosion se produit à l'intérieur de la cuve d'un réacteur en difficulté, mais qu'un scénario de rupture d'enceinte ne peut pas être écarté si l'explosion se produit hors de la cuve. Afin de vérifier les capacités d'extrapolation des codes de calculs utilisés pour les modélisations, des expérimentations devaient fournir :
- des données expérimentales visant à clarifier le comportement d'une explosion due à un corium prototypique[6] ;
- des données expérimentales visant à valider les modèles d'explosion de matériaux provenant d'un corium (prototypique) (dont concernant la dynamique de l'explosion, et la distribution spatiale du combustible aux différents stades du processus)[6] ;
- des données expérimentales acquises dans des situations plus proches de celle d'un véritable réacteur[6].

Le programme (clos en novembre 2012) a bénéficié des moyens et installations du CEA (KROTOS, plus adapté à l'étude des caractéristiques intrinsèques d'une explosion de vapeur dans une géométrie unidimensionnelle) et du KAERI (TROI, plus adapté au test de comportement des matériaux impliqués dans le réacteur dans des conditions plus multidimensionnelles). En 2011, les six essais prévus dans l'installation TROI et cinq des six essais prévus dans l'installation KROTOS étaient réalisés. Un état des connaissances a été rédigé et présenté à 75 participants de 13 pays, avant publication en 2013 dans un rapport public du CSNI.
Des explosions de vapeur sont survenues sur trois réacteurs expérimentaux (petits réacteurs dédiés à l'expérimentation). Pour deux d'entre eux, il s'agit d'expériences américaines. Il y a cependant eu un véritable accident (réacteur SL-1 aux US également) faisant trois morts. Dans ces cas, l'« excursion de puissance » est si rapide que le combustible du réacteur chauffe et fond (création de corium) sans que l'eau (de refroidissement ou de modération) ne puisse être expulsée. Il en résulte immanquablement une explosion de vapeur. 
Pour les réacteurs de type REP (en France) et REB (à eau bouillante, comme à Fukushima), le risque intervient lors d'une fusion du cœur quand celui-ci, ayant atteint environ 2 500 °C, fond et coule dans l'eau encore présente. Deux situations sont à risque :
- la situation dite « en-cuve », lors de la coulée du corium vers le fond de la cuve du réacteur (le combustible est toujours confiné dans la cuve) ;
- la situation dite « hors-cuve », si la cuve vient à rompre ou à être percée par le corium et que ce dernier se déverse alors dans l'eau située cette fois sous la cuve (qui a pour fonction de la refroidir).

L'explosion « en-cuve » est moins redoutée quant à ses effets, puisque la cuve est conçue pour résister à de fortes contraintes. L'explosion « hors-cuve » est plus dangereuse car elle a lieu dans une enceinte moins résistante. Ce risque est illustré par l'accident de Three Mile Island (réacteur TMI-2, situation en-cuve), dans lequel environ 20 tonnes de combustible ont fondu et se sont déversées dans le fond de la cuve.
À la suite de la catastrophe nucléaire de Tchernobyl, survenue en 1986 en Union soviétique, les responsables du site craignaient qu'une explosion de vapeur n'ait lieu si le combustible nucléaire, semblable à de la lave, traversait le sous-sol du réacteur et entrait en contact avec les eaux résiduelles de lutte contre l'incendie et les eaux souterraines. La menace a été écartée par le creusement frénétique de tunnels sous le réacteur afin de pomper l'eau et de renforcer le sol sous-jacent avec du béton.
En ce qui concerne l'accident de Fukushima, les cœurs de trois des réacteurs ont fondu et la cuve du réacteur 1 semble percée (situations en-cuve et hors-cuve). Aucune explosion de vapeur d'eau n'a été enregistrée (les explosions qui ont détruit les superstructures des bâtiments étaient des explosions d'hydrogène).
Le réacteur EPR est, pour sa part, conçu afin de minimiser le risque d'explosion de vapeur hors-cuve : en cas de fusion du cœur et perte de corium, ce dernier serait étalé dans une chambre sèche pouvant être refroidie puis inondée.

### Fonderies
Le risque d'explosion de vapeur d'eau est particulièrement redouté dans les fonderies. Un accident récent a ainsi eu lieu le 25 juin 2011, qui a vu l'explosion d'une fonderie à Feurs (Loire, France).
Versé sur de l'aluminium ou de l'acier en fusion, un kilogramme d'eau se vaporise en provoquant une explosion semblable à un kilo de TNT, voire plus.